# یورکوفکا (داغستان)
یورکوفکا (به لاتین: Yurkovka) یک منطقهٔ مسکونی در روسیه است که در داغستان واقع شده‌است.